# Invandrarspråk

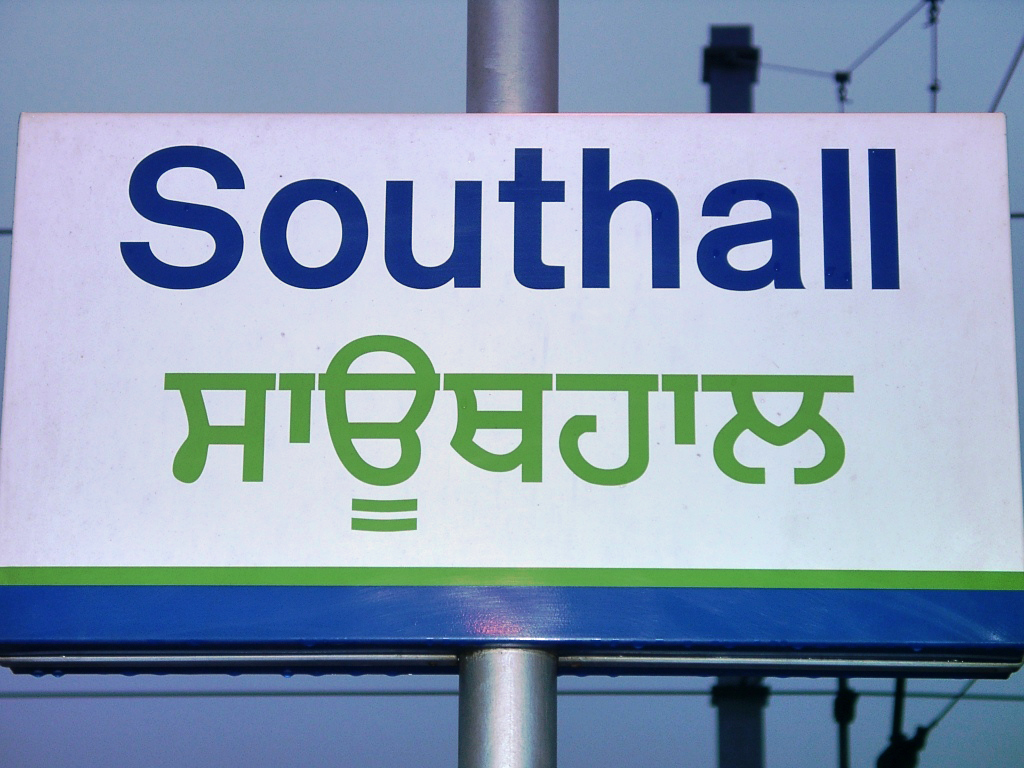
Skylt på engelska och invandrarspråket punjabi vid en järnvägsstation i Southall, Middlesex, Storbritannien

Invandrarspråk är språk som talas av invandrargrupper.
En del invandrarspråk kan ha talats länge i ett land, till exempel har migration från Tyskland till Sverige förekommit åtminstone sedan medeltiden. Skillnaden mellan invandrarspråk och minoritetsspråk är alltså inte självklar.
I Sverige har alla elever i grundskolan och  gymnasiet med annat modersmål än svenska rätt till modersmålsundervisning.